# Modo de fonación
El modo de fonación es, en fonética y fonología, la clasificación que se hace los sonidos de una lengua oral según si al producirlos hay vibración o no de las cuerdas vocales, diferenciando entre sonidos sordos y sonoros. La sonorización es la acción y efecto de «convertir una consonante sorda en sonora», mientras que el ensordecimiento es la de «hacer que un sonido pierda su carácter sonoro total o parcialmente».

## Modos de producción básicos de sonido de una lengua
1. Con la vibración de las cuerdas vocales se producen los sonidos tonales o sonoros. Estos incluyen la mayoría de las vocales y las semivocales, y la mayoría de consonantes de ciertos tipos, como las nasales, o las laterales. No obstante, cualquier sonido puede tener variantes sordas, incluidas las vocales. En el caso de las oclusivas sonoras, la vibración se combina con la interrupción momentánea del flujo de aire.
2. Sin vibración de las cuerdas vocales, incluyendo o no la interrupción total o parcial en el flujo de aire que sale de los pulmones, se da lugar a los sonidos sordos. Los más habituales son las consonantes oclusivas sordas y fricativas sordas.